# Niederbergisches Museum

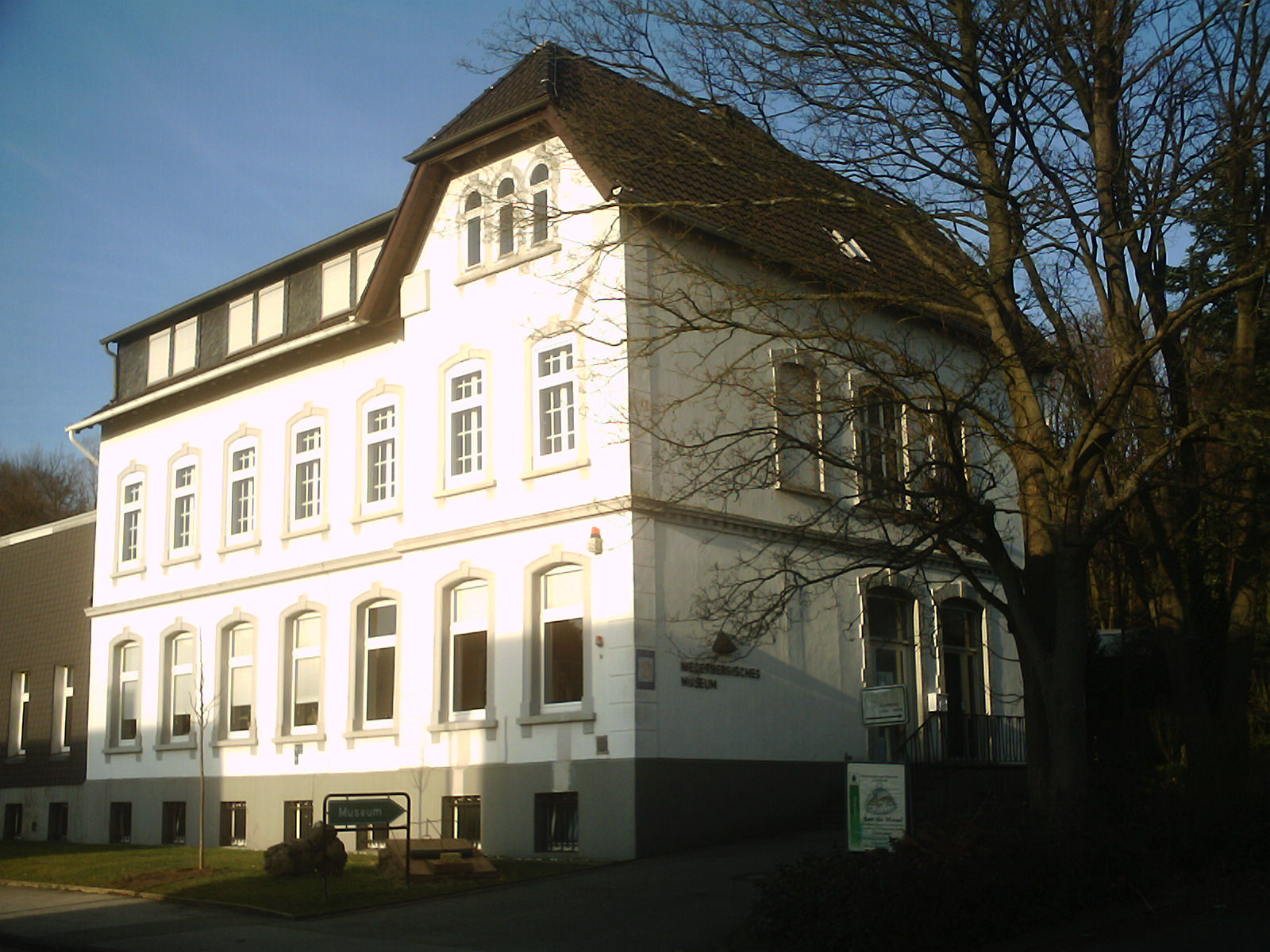
Niederbergisches Museum

Das Niederbergische Museum ist ein Lokalkundliches Museum zum Thema Leben und Arbeiten und zur Kalkindustrie sowie zu damit in Zusammenhang stehenden geologischen und paläontologischen Funden in der niederbergischen Stadt Wülfrath.

## Beschreibung
Im ersten Stock des Museums befindet sich in einem Raum das hierhin verbrachte Original einer alten Apotheke mit originalen Standgefässen, Fachbüchern des 17. Jahrhunderts usw. Ebenfalls kann eine alte, funktionsfähige Zinngießerwerkstatt besichtigt werden. Diese wird von Zeit zu Zeit von einem Zinngießer aktiviert.
Des Weiteren finden in einem hierfür vorgesehenen, zentralen Raum im Museum Wechselausstellungen zu verschiedenen, freien, auch überörtlichen Themen statt. Auch werden hier oder in einem der beiden Vortragsräume Multimedia-Vorträge sowie kulturelle Veranstaltungen angeboten. Im Museum werden Kataloge und Bücher stattgefundener oder aktueller Ausstellungen und solche mit lokalhistorischem Kontext angeboten, gleichfalls können Zinngüsse aus der museumseigenen, historischen Zinngießerei erworben werden.

## Geschichte
Das Niederbergische Museum wurde 1913 von dem Wülfrather Volksschulrektor Julius Imig gegründet. Zu Anfang handelte es sich nur um eine geologisch-mineralogische Sammlung. Bei der späteren Erweiterung wurden volks- und naturkundliche Bestände und die Industriegeschichte der Wülfrather Kalkindustrie in die Sammlung aufgenommen.
Seit 1946 befindet sich das Museum im Haupthaus und den Räumen der ehemaligen Eisenwarenhandlung Tiefenthal an der Bergstraße in Wülfrath.
Da ab dem Jahr 2005 die notwendigen Haushaltsmittel für die Unterhaltung des Museums durch die Stadt Wülfrath nicht mehr zur Verfügung standen, wurde es im Jahr 2005 geschlossen. Im Jahr 2006 gründete sich der „Trägerverein Niederbergisches Museum in Wülfrath e.V.“, der das Museum im November 2006 wieder eröffnete.

## Bergische Kaffeetafel

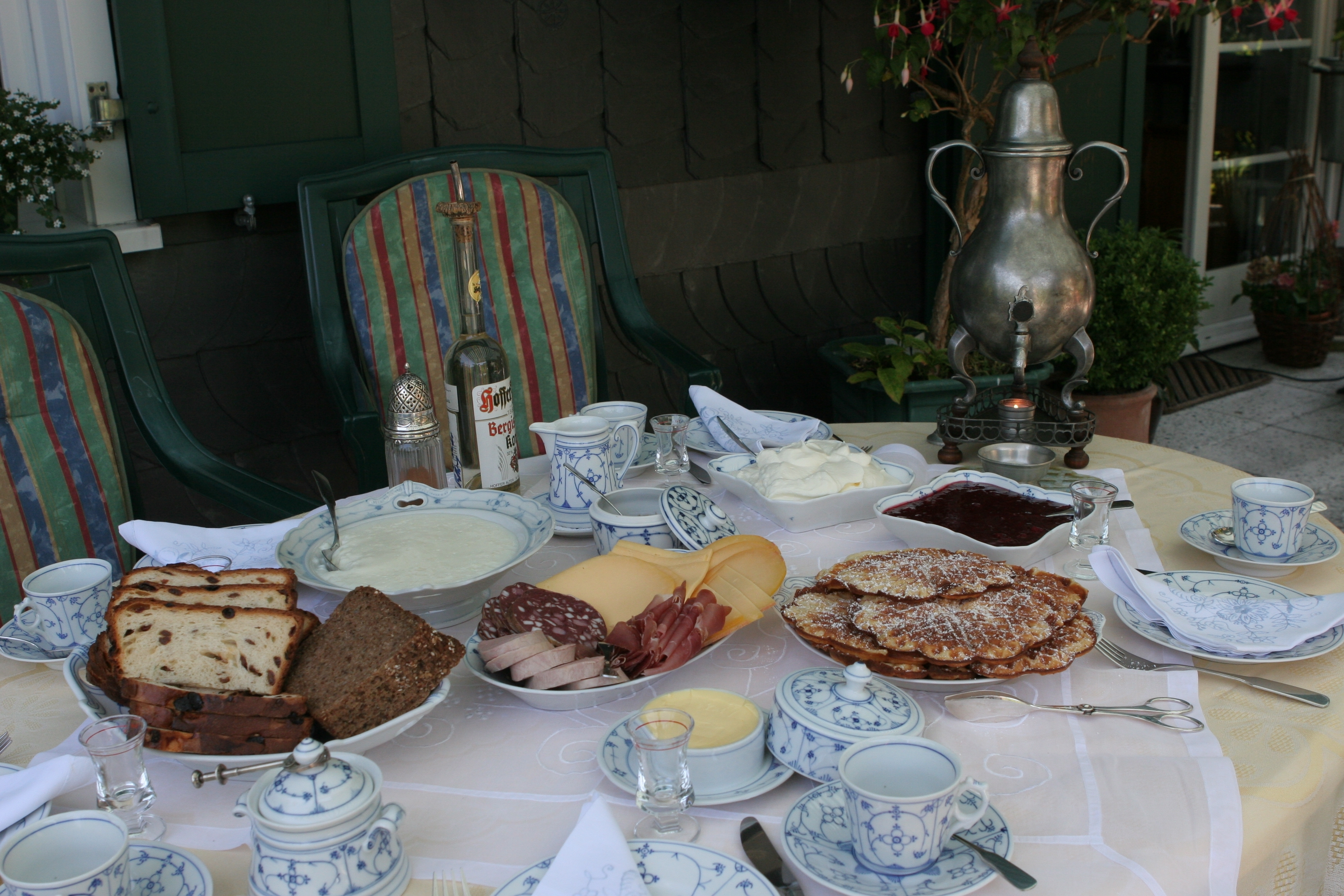
Bergische Kaffeetafel mit Dröppelminna und Porzellan in Strohblumenmuster

Die seit dem Zweiten Weltkrieg nicht mehr beachtete Bergische Kaffeetafel hat das Niederbergische Museum 1963 unter seinem Leiter Willi Münch nach Präzisierung des Begriffes als regelmäßige Veranstaltung reaktiviert.
Erst aus dieser Zeit stammt der Spruch „Koffiedrenken met allem dröm on dran“, auf Hochdeutsch: Kaffeetrinken mit allem drum und dran.
Hierbei können Einzelpersonen, Gesellschaften oder Vereine in den historischen Räumen des Museums eine nachmittägliche Kaffeetafel, in historischem Rahmen und mit einer kurzen Einführung in die Thematik, genießen.
Das Programm beinhaltet:

„Begrüßung und Einführung in den sozial- und wirtschafts-geschichtlichen Hintergrund der Bergischen Kaffeetafel,
Einnehmen der Bergischen Kaffeetafel met allem dröm on dran,
Vorstellung und Besichtigung der Ausstellungsräume des Niederbergischen Museums,
Filmvorführung zu einem ausgewählten Thema der Kultur- und Technikgeschichte des Bergischen Landes.“

.